# Primele zile
Primele zile (în poloneză Pierwsze dni) este un film dramatic polonez alb-negru din 1952, regizat de Jan Rybkowski⁠(d). Scenariul filmului a fost inspirat din povestirea „Na przykład Plewa” de Bogdan Hamera⁠(d).

## Rezumat
Un maistru bătrân salvează utilajele valoroase ale oțelăriei din orașul Ostrowiec Świętokrzyski pentru a nu fi distruse de armatele germane aflate în retragere. Singurul care știe locul ascunzătorii este bătrânul paznic Plewa. O bandă de luptători ai organizației de extrema dreaptă Narodowe Siły Zbrojne⁠(d) încearcă să pună mâna pe utilaje și-i oferă lui Plewa o sumă mare de dolari, dar paznicul îi anunță pe muncitori. Oțelăria este reconstruită de muncitori și începe din nou să producă. Plewa rămâne acolo mai întâi ca muncitor, iar mai apoi ca maistru. El învață să scrie și să citească și câștigă treptat încrederea și respectul colegilor și șefilor. Încercarea unei organizații contrarevoluționare de a provoca o grevă în scop diversionist este zădărnicită de armată.

## Distribuție
- Jan Ciecierski⁠(d) — Błażej Plewa
- Hanka Bielicka⁠(d) — Plewina
- Rajmund Fleszar — Nieglicki, secretarul Partidului Muncitorilor Polonezi
- Lech Madaliński⁠(d) — Wójcicki, directorul oțelăriei
- Adam Mikołajewski⁠(d) — fierarul Niedziela
- Ludwik Tatarski⁠(d) — inginerul Poczyński
- Stanisław Kwaskowski⁠(d) — Piwowarski, președintele sindicatului muncitorilor de la oțelărie
- Bogdan Niewinowski⁠(d) — Marciniak, locotenent în organele de securitate
- Celina Klimczakówna⁠(d) — învățătoarea Marysia
- Jan Swiderski — șeful bandei
- Kazimierz Opaliński⁠(d) — hangiul Stanisław Wysmyk
- Kazimierz Wichniarz — muncitorul Baka, membru al bandei
- Janusz Ziejewski⁠(d) — Damalt, cumnatul lui Plewa
- Mieczysław Łoza⁠(d) — jefuitor
- Cezary Julski⁠(d) — membru al bandei
- Leopold Rene Nowak⁠(d) — Felek, ucenicul de fierar
- Wieniamin Trusieniew — sergent al Armatei Sovietice
- Henryk Bąk⁠(d) — Zabrzycki, ajutorul lui Plewa, membru al bandei
- Kazimierz Brodzikowski⁠(d) — inginerul Karwacki
- Aleksandra Bonarska — chelnerița
- Roman Cirin (menționat Roman Ciryn)
- Bronisław Darski⁠(d) — muncitorul care împrumută bani de la Plewa
- Leon Gołębiowski⁠(d) — Lompka
- Adam Kwiatkowski⁠(d) — ucenicul Kowalski
- Władysław Pawłowicz
- Wiktor Sadecki⁠(d) — magazinerul Wiatros
- Janina Węglan
- Józef Gąsior — muncitorul Kopański (nemenționat)
- Jan Kaczor⁠(d) — muncitorul Tarnowski (nemenționat)
- Władysław Majewski⁠(d) (nemenționat)
- Zygmunt Ślusarczyk — muncitorul Kalita (nemenționat)

## Producție
Filmările au început în iulie 1951 și s-au desfășurat în orașul Ostrowiec Świętokrzyski și în vecinătatea sa. Primele zile este primul lungmetraj filmat în acel oraș. Premiera filmului a avut loc pe 4 martie 1952 la cinematograful Hutnik din Ostrowiec (care nu mai există în prezent).

## Premii
Regizorul Jan Rybkowski și actorul Jan Ciecierski au fost distinși în anul 1952 cu Premiul de Stat clasa a II-a pentru contribuția lor la realizarea acestui film. Filmul a concurat în același an la Festivalul Internațional de Film de la Karlovy Vary, unde Jan Ciecierski a obținut Premiul pentru cel mai bun actor „pentru rolul interpretat profund al muncitorului Plewa”.